# Misaki Uemura
Misaki Uemura (japanisch 上村 岬 Uemura Misaki; * 28. Oktober 1991 in der Präfektur Mie) ist ein japanischer Fußballspieler.

## Karriere
Uemura erlernte das Fußballspielen in der Jugendmannschaft von Júbilo Iwata und der Universitätsmannschaft der Universität Tsukuba. Seinen ersten Vertrag unterschrieb er 2014 bei Júbilo Iwata. Der Verein spielte in der zweithöchsten Liga des Landes, der J2 League. 2016 wechselte er auf Leihbasis zum FC Imabari. Nach Ende der Leihe wurde er von Imabari fest verpflichtet. 2020 wechselte er zu Cento Cuore Harima.